# Maison d'Egmond
Pour les articles homonymes, voir Egmond et Comte d'Egmont.
Egmond ou Egmont, ancienne et illustre famille des Pays-Bas, dont les chefs étaient avoués de l'abbaye d'Egmond (aujourd'hui en Hollande-Septentrionale) et les avoués des Comtes de Hollande. Elle remonte à Berwold d'Egmont. Les seigneurs d'Egmont, ayant acquis le comté de Buren en 1472, se divisèrent en deux lignes qui s'éteignirent, l'une vers 1650 et l'autre en 1707. Arnoul, Adolphe et Charles d'Egmond, de la branche aînée, régnèrent sur le duché de Gueldre (avec diverses interruptions) de 1423 à 1538. Les seigneuries d'Egmond/t et de Buren avaient été érigées en comtés, la première en 1486, la deuxième en 1492.

## Histoire

### L'origine
L'origine de cette famille hollandaise réside dans le fait que les membres de la maison agissaient comme gardiens et donc protecteurs de l'abbaye d'Egmond. L'emplacement de l'abbaye et le domaine des seigneurs d'Egmont à l'extrême nord du comté de Hollande garantissaient que les membres de la maison d'Egmont étaient impliqués dans la lutte du comte avec les Frisons occidentaux (nl). Cette bataille a entraîné des pertes, mais a finalement contribué, par un succès continu, à l'émergence de la maison d'Egmont en tant que famille de premier plan dans l'histoire néerlandaise.

### Les débuts
Pour leur soutien aux comtes de Hollande, les d'Egmond ont été récompensés par diverses possessions dans la Frise occidentale conquise, comme la seigneurie de Warmenhuizen et Harenkarspel, qui a été échangée avec Floris de Voogd contre les seigneuries d'Oudkarspel, d'Oterleek et celle de Spanbroek. En 1283, Guillaume II d'Egmont (nl) est nommé seigneur d'Egmont par Florent V de Hollande. À partir de ce moment, les d'Egmond ne sont plus subordonnés à l'abbaye, mais au comte de Hollande.
Grâce à une politique matrimoniale et un héritage, les d'Egmond ont réussi à étendre leurs possessions aux Pays-Bas, faisant d'eux l'une des familles les plus riches des Pays-Bas. Par exemple, Jean Ier d'Egmont a hérité de la Baronnie d'IJsselstein (nl) en 1363, par son mariage avec la fille d'Arnold d'IJsselstein (nl). La maison d'Egmont se voit également attribuer des biens obtenus pour services rendus. En 1398, Arnold d'Egmont acquit la seigneurie d'Ameland pour services rendus au comte de Hollande. Lorsque la maison d'Arkel s'éteignit en 1428, une partie de ses biens revint également à la maison d'Egmont. La maison d'Egmont a joué un rôle majeur dans les querelles des Hameçons et des Cabillauds où ils se battent aux côtés du parti des Cabillauds.

### La splendeur de la Maison

#### Ducs de Gueldre
Une étape énorme dans le pouvoir et le prestige de la maison a eu lieu en 1423. En raison de la politique de mariage réussie, le petit-neveu de feu le duc de Gueldre, Renaud IV, Arnold de Gueldre, hérite du duché de Gueldre, menant à la deuxième guerre de succession de Gueldre (nl). Après la mort de Jean II d'Egmont, les biens sont partagés entre ses deux fils aînés. En plus de son duché de Gueldre précédemment acquis, Arnold recevra les biens de la famille dans le même duché de Gueldre. Son deuxième fils, Willem IV van Egmont, obtient les autres possessions, telles que la seigneurie d'Egmont (nl) et la baronnie d'IJsselstein. À la fin, trois générations parviennent à établir leur autorité sur la Gueldre, bien qu'avec beaucoup de difficultés. Arnold, en tant que petit-fils du duc décédé, est choisi comme successeur par les états de Gueldre. Le roi romain Sigismond, cependant, nomme Adolphe de Juliers comme son successeur. Après la deuxième guerre de succession de Gueldre, une période de paix relative s'ouvre dans le duché.
En 1465, Arnold fut emprisonné par son fils et successeur Adolphe avec l'aide de Philippe le Bon, après quoi Adolf devint duc de Gueldre. Charles le Téméraire, successeur de Philippe, rétablit Arnold dans son autorité et emprisonna Adolphe. En remerciement, Arnold nomma le duc de Bourgogne comme son héritier. Les états de Gueldre ont de nouveau été en désaccord et ont nommé le fils paria d'Arnold, Adolphe, comme duc. Charles le Téméraire occupe alors la Gueldre pour affirmer son autorité. Adolphe a été emprisonné à Hesdin. Lorsque le duc Charles a été tué à la bataille de Nancy en 1477, Adolphe a été libéré. Il est libéré mais offre ses services à la fille de Charles le Téméraire, Marie de Bourgogne. Il a été chargé de restaurer l'autorité de Marie dans le comté de Flandre. Puisqu'il était peu probable qu'Adolphe revienne en Gueldre de sitôt, les États ont insisté pour qu'Adolphe nomme sa sœur célibataire, Catherine d'Egmont, comme régente. Adolphe a été tué aux portes de la ville flamande de Tournai et ainsi Catherine est également devenue régente pour son neveu de 10 ans, Charles d'Egmont.
En 1492, Charles lui-même a repris l'administration. Durant son règne, l'empereur Charles Quint avait jeté son dévolu sur le duché. Cela a abouti aux guerres de Gueldre. Charles a pu maintenir l'indépendance du duché pendant un certain temps avec l'aide de Martin van Rossum. En 1538, Charles mourut sans enfant et Guillaume V de Clèves hérita du duché. Cela a mis fin au règne de 115 ans de la maison d'Egmont sur le duché de Gueldre. Le duché a été annexé aux Pays-Bas bourguignons par l'empereur Charles à la fin des guerres de Gueldre en 1543.

#### Comtes d'Egmont
Guillaume IV partagea ses biens à sa mort, ce qui créa deux branches. Son fils aîné Jean III hérita de la seigneurie d'Egmont et son second fils, Frédéric d'Egmont, de la baronnie d'IJsselstein et par son mariage de la seigneurie de Buren.
Jean III fut élevé au rang de comte d'Egmont en 1486 par l'empereur Maximilien pour services rendus. Il fut également stathouder de Hollande, de Zélande et de la Frise occidentale de 1483 à 1515. Il acquiert les seigneuries de Purmerend, Purmerland et Ilpendam, Baer et Lathum et Hoogen Aartswoud(e). Il a été remplacé par son troisième fils, Jean IV d'Egmont. Son quatrième fils George est devenu évêque d'Utrecht.
Son petit-fils Lamoral est le descendant le plus célèbre de la maison d'Egmont. Lamoral a combattu dans la troisième guerre de succession de Gueldre aux côtés de Charles Quint et a conquis la ville de Gueldre de Düren. Après cela, il fit incendier la ville et assassiner les habitants, afin de donner l'exemple aux autres villes de la Gueldre. Cette action contribua grandement à la fin de la guerre et à l'annexion de la Gueldre aux Pays-Bas bourguignons.
Il a eu beaucoup de succès en tant que général dans l'armée de l'empereur et plus tard du roi d'Espagne, ce qui, avec son mariage avec la princesse allemande Sabine de Bavière, a encore accru sa richesse et son prestige. En 1557, il hérita de sa mère, entre autres, la principauté de Gavere, ce qui lui permit d'ajouter le titre de prince à celui de comte. En 1559, il devint stathouder de Flandre et d'Artois et la maison d'Egmont atteignit l'apogée de sa puissance.

#### Comtes de Grave et Leerdam
Le deuxième enfant du seigneur Jean II van Egmond, Guillaume (1412-1483), hérita de son père la seigneurie d'Egmont et eut trois fils, dont Frédéric d'Egmond, comte de Buren-Leerdam (?-1521). Il reçut les territoires de Maximilien d'Autriche parce qu'Egmond l'avait sauvé lors des troubles de Bruges. Cette branche avait beaucoup d'influence, car ils étaient souvent des stathouders en Hollande, en Frise et à Groningue. Cette branche s'éteignit avec Anne d'Egmont (1533-1558), qui épousa Guillaume d'Orange, après quoi les biens passèrent à la Maison d'Orange.

### La disparition
Lamoral, avec Guillaume d'Orange et Philippe de Montmorency, comte de Horne, est impliqué dans un jeu de pouvoir politique entre le roi d'Espagne, représenté par le cardinal Granvelle, et la noblesse des Pays-Bas dont ces trois personnages sont les plus hauts représentants. Après le départ de Granvelle, Lamoral se réconcilie avec le roi d'Espagne, mais peu de temps après le mouvement iconoclaste éclate le 10 août 1566. En réponse, Philippe II envoie le duc d'Albe aux Pays-Bas pour rétablir l'ordre. En tant que chevalier de l'Ordre de la Toison d'or, le comte d'Egmont se croit inviolable, mais est arrêté par le duc d'Albe le 9 septembre 1567, en même temps que Horne. Guillaume d'Orange s'est enfui à Dillenburg avant l'arrivée d'Albe et le début de la répression. Lamoral d'Egmont est condamné à mort par le conseil des coups. Le 5 juin 1568, il est décapité avec le comte de Horne sur la Grand-Place de Bruxelles. Les biens du comte sont confisqués et récupérés par le roi d'Espagne.
Par la suite, les héritiers du comte parviennent encore à récupérer plusieurs biens, mais du fait des dettes et du déroulement de la guerre de Quatre-Vingts Ans, ils perdent la plupart de leurs biens et n'atteindront plus le prestige d'autrefois.
Philippe d'Egmont (1558-1590) a combattu au service de la couronne espagnole. Lamoral II d'Egmont (nl) (1565-1617), fils de Lamoral, fut accusé de complicité dans un attentat contre Guillaume d'Orange et en rétorsion, il vendit Egmond et Purmerend aux états de Hollande en 1607, faisant ainsi disparaître le comté. Les d'Egmont suivants (Charles II d'Egmont (nl), Louis d'Egmont (nl), Louis Philippe d'Egmont (nl), Louis Ernest d'Egmont (nl), Procopo Frans d'Egmont (nl)) résidaient pour la plupart dans la Belgique actuelle. Avec la mort de Maria Clara d'Egmont (nl) (1661-1714), cette famille a finalement cessé d'exister et leurs biens ont été hérités par la famille Pignatelli.

## Personnalités
- Jean II (1385 † 1451), seigneur d'Egmont (en)
- Guillaume d'Egmont[1] (1412-1483), fils du précédent, seigneur d'Egmont (en) et d'IJsselstein, stadhouder de Gueldre, chevalier de la Toison d'or
- Arnold d'Egmont (1410-1473), frère du précédent, duc de Gueldre et comte de Zutphen
- Marie d'Egmont (1434-1463), fille du précédent, reine d'Écosse par son mariage avec Jacques II
- Adolphe d'Egmont (1438-1477), frère de la précédente, duc de Gueldre et comte de Zutphen
- Philippe de Gueldre (1464-1547), fille du précédent, duchesse de Lorraine par son mariage avec René II de Lorraine
- Charles d'Egmond (1467-1538) fils du précédent, duc de Gueldre et comte de Zutphen
- Florent d'Egmont (1470-1539), comte de Buren et de Leerdam, chevalier de la Toison d'or
- Jean III d'Egmont (1438 - 1516)) dit Jean Boiteux (Manke Jan) seigneur d'Egmond, Baer, Lathum, Hoogwoude et Aarstwoude et seigneur de Purmerend, Purmerland et Ilpendam et aussi stadhouder de Hollande, Zélande et de Frise-Occidentale
- Georg d'Egmond (1534-1559), évêque d'Utrecht
- Maximilien d'Egmont (1509-1548), comte de Buren et de Leerdam,
- Anne d'Egmont (1533-1558), fille du précédent, princesse d'Orange par son mariage avec Guillaume Ier d'Orange-Nassau.
- Jean IV († 1528, à l’âge de 29 ans), comte d'Egmond, chevalier de la Toison d'or, comte de Gavre par son mariage avec Françoise de Luxembourg († 1557), comtesse de Gavre (1535), dame de Fiennes, dont[2]
  - Marguerite (1517-1554), première épouse de Nicolas de Lorraine, comte de Vaudémont, dont Louise de Lorraine-Vaudémont, future reine de France,
  - Charles († 1541), comte d'Egmond, suit Charles Quint lors de son voyage à Alger et meurt le 7 septembre 1541 lors du naufrage de la flotte impériale, inhumé à Carthagène, non marié,
  - Lamoral (1522-1568), comte d'Egmond, prince de Gavre, baron de Fiennes, chevalier de la Toison d'or, mort par décapitation à Bruxelles le 4 juin 1568 à l'âge de 46 ans. Marié à Sabine de Bavière († 1578), fille de Jean, comte palatin du Rhin, qui lui donna treize enfants dont 
    - Philippe (1558-1590), comte d'Egmond, prince de Gavre, chevalier de la Toison d'or, tué à la bataille d'Ivry le 2 mars 1590, à l'âge de 32 ans, sans postérité,
    - Lamoral II († 1617), comte d'Egmond, prince de Gavre, sans postérité,
    - Charles II († 1620), comte d'Egmond, prince de Gavre, chevalier de la Toison d’or, dont postérité.

## Armoiries
Les armoiries de la famille apparaissent dans l'Armorial de Gelre sur le folio 83v.
| Figure                              | Nom du prince et blasonnement |
| ----------------------------------- | --- |
|                                     | Maison d'Egmont Chevronné d'or et de gueules, de douze pièces. . |
| Branche aînée des ducs de Gueldre   | |
|                                     | Arnold d'Egmont (1410 † 23 février 1473), duc de Gueldre, comte de Zutphen, fils aîné de Jean II, seigneur d'Egmont (1385 † 1451). Parti : a. d'azur au lion contourné d'or, couronné du même, armé et lampassé de gueules (Gueldre) ; b. d'or au lion de sable, armé et lampassé de gueules (Juliers), les lions affrontés. Aussi porté par ses successeurs ducs de Gueldre. |
|                                     | Adolphe d'Egmont, dit le Jeune (1438 † 1477), duc de Gueldre, comte de Zutphen, fils du précédent. Du vivant de son père, Parti : a. d'azur au lion contourné d'or, couronné du même, armé et lampassé de gueules (Gueldre) ; b. d'or au lion de sable, armé et lampassé de gueules (Juliers), les lions affrontés ; au lambel d'argent brochant. |
| Branche cadette des comtes d'Egmont | |
|                                     | Guillaume II d'Egmont (nl) (26 janvier 1412 † 19 janvier 1483), seigneur d'Egmont (en) et d'IJsselstein, stadhouder de Gueldre, chevalier de la Toison d'or, fils cadet de Jean II, seigneur d'Egmont (1385 † 1451). Écartelé : aux 1 et 4, chevronné d'or et de gueules de douze pièces (d'Egmond) ; aux 2 et 3, d'argent, à deux fasces bretessées et contre-bretessées de gueules (d'Arkel). Sur le tout les armes de Gueldre qui sont parti : a. d'azur au lion contourné d'or, couronné du même, armé et lampassé de gueules (Gueldre) ; b. d'or au lion de sable, armé et lampassé de gueules (Juliers), les lions affrontés. Casque couronné,. |
|                                     | Jean III d'Egmont (1438 † 1516), Seigneur de Baer, comte d'Egmont, stadhouder de Hollande, chevalier de la Toison d'or, fils ainé de Guillaume II d'Egmont (1412-1483). Écartelé : aux 1 et 4 d'Egmond ; au 2, de Bade ; au 3, d'Arkel. Sur le tout, parti de Gueldre et de Juliers, les lions affrontés. Aussi portées par ses fils Jean IV, comte d'Egmont, et Georges, évêque d'Utrecht. |
|                                     | Charles d'Egmont ( † 7 décembre 1541), comte d'Egmont, seigneur de Baer, fils aîné de Jean IV d'Egmont Écartelé : aux 1 et 4, parti, a, chevronné d'or et de gueules de douze pièces (d'Egmond), b,d'argent, à deux fasces bretessées et contre-bretessées de gueules (Arkel) ; aux 2 et 3, parti : a. d'azur au lion contourné d'or, couronné du même, armé et lampassé de gueules (Gueldre) ; b. d'or au lion de sable, armé et lampassé de gueules (Juliers). Sur le tout écartelé : aux 1 et 4, d'argent au lion de gueules à la queue fourchue passée en sautoir, armé, lampassé et couronné d'or (Luxembourg) ; aux 2 et 3, de gueules, à une étoile de seize rais d'argent (Baux). Aussi portées par son frère cadet Lamoral, comte d'Egmont (1522†1568), prince de Gavre et de Steenhuisen, chevalier de la Toison d'or, puis ses successeurs. |
| Branche cadette des comtes de Buren | |
|                                     | Florent d'Egmont (v.1470† 1539), comte de Buren, chevalier de la Toison d'or, fils cadet de Guillaume II d'Egmont (1412-1483). Écartelé : aux 1 et 4 d'Egmond ; au 2 et 3, de Buren. Sur le tout, d'IJsselstein. |

### Articles annexes
- Comte d'Egmont (Irlande), famille qui se prétendait descendre de la famille hollandaise homonyme et adopta des armes similaires.
- Famille Pignatelli d'Egmont
- Histoire de La Haye